# سيدي عمرو
 سيدي عمرو  (بالإنجليزية: SIDI AMAR)‏ هي جماعة قروية تابعة لإقليم ميدلت ضمن جهة مكناس تافيلالت بالمغرب. بلغ مجموع عدد سكان  سيدي عمرو  حسب إحصاءات 2004 حوالي 2762 نسمة يعيشون في 521 أسرة.